# Lijst van voetbalinterlands Bosnië en Herzegovina - Roemenië
Deze lijst van voetbalinterlands is een overzicht van alle officiële voetbalwedstrijden tussen de nationale teams van Bosnië en Herzegovina en Roemenië. De landen speelden tot op heden zeven keer tegen elkaar. De eerste ontmoeting, een kwalificatiewedstrijd voor het Europees kampioenschap voetbal 2004, werd gespeeld in Sarajevo op 7 september 2002. Het laatste duel, een kwalificatiewedstrijd voor het Wereldkampioenschap voetbal 2026, vond plaats op 21 maart 2025 in Boekarest.

## Wedstrijden
| № | Plaats    | Datum             | Competitie                  | Wedstrijd                        | Uitslag |
| - | --------- | ----------------- | --------------------------- | -------------------------------- | ------- |
| 1 | Sarajevo  | 7 september 2002  | EK 2004 kwalificatie        | Bosnië en Herzegovina – Roemenië | 0 – 3   |
| 2 | Craiova   | 7 juni 2003       | EK 2004 kwalificatie        | Roemenië – Bosnië en Herzegovina | 2 – 0   |
| 3 | Zenica    | 26 maart 2011     | EK 2012 kwalificatie        | Bosnië en Herzegovina – Roemenië | 2 – 1   |
| 4 | Boekarest | 3 juni 2011       | EK 2012 kwalificatie        | Roemenië – Bosnië en Herzegovina | 3 – 0   |
| 5 | Zenica    | 7 juni 2022       | UEFA Nations League 2022/23 | Bosnië en Herzegovina − Roemenië | 1 – 0   |
| 6 | Boekarest | 26 september 2022 | UEFA Nations League 2022/23 | Roemenië − Bosnië en Herzegovina | 4 − 1   |
| 7 | Boekarest | 21 maart 2025     | WK 2026 kwalificatie        | Roemenië – Bosnië en Herzegovina | 0 – 1   |

## Samenvatting
| Competitie          | Totaal gespeeld | Winst Bosnië en Her. | Gelijk | Winst Roemenië | Doelsaldo Bosnië en Her. – Roemenië |
| ------------------- | --------------- | -------------------- | ------ | -------------- | ----------------------------------- |
| WK-kwalificatie     | 1               | 1                    | 0      | 0              | 1 − 0                               |
| EK-kwalificatie     | 4               | 1                    | 0      | 3              | 2 − 9                               |
| UEFA Nations League | 2               | 1                    | 0      | 1              | 2 − 4                               |
| Totaal              | 7               | 3                    | 0      | 4              | 5 − 13                              |

Wedstrijden bepaald door strafschoppen worden, in lijn met de FIFA, als een gelijkspel gerekend.

## Details

### Eerste ontmoeting
| EK 2004 kwalificatie (Sarajevo, Bosnië en Herzegovina, 7 september 2002): |            |                                                      |
| Bosnië en Herzegovina                                                     | 0 – 3      | Roemenië                                             |
|                                                                           | doelpunten | 7' Cristian Chivu 9' Dorinel Munteanu 28' Ioan Ganea |

### Tweede ontmoeting
| EK 2004 kwalificatie (Craiova, Roemenië, 7 juni 2003): |            |                       |
| Roemenië                                               | 2 – 0      | Bosnië en Herzegovina |
| Adrian Mutu 46' Ioan Ganea 88'                         | doelpunten |                       |

### Derde ontmoeting
| EK 2012 kwalificatie (Zenica, Bosnië en Herzegovina, 26 maart 2011): |            |                    |
| Bosnië en Herzegovina                                                | 2 – 1      | Roemenië           |
| Vedad Ibišević 63' Edin Džeko 83'                                    | doelpunten | 29' Ciprian Marica |

### Vierde ontmoeting
| EK 2012 kwalificatie (Boekarest, Roemenië, 3 juni 2011): |            |                       |
| Roemenië                                                 | 3 – 0      | Bosnië en Herzegovina |
| Adrian Mutu 36' Ciprian Marica 40' Ciprian Marica 54'    | doelpunten |                       |